# Сабайте, Ниёле Антановна
Ниёле Анта́новна Саба́йте (род. 12 августа 1950, Расейняй, Литовская ССР, СССР) — советская легкоатлетка, серебряный призёр Олимпийских игр в Мюнхене (1972). Заслуженный мастер спорта (1972), мастер спорта СССР международного класса. Кавалер ордена «Знак Почёта».

## Карьера
На Олимпиаде в Мюнхене в 1972 году Ниёле Сабайте выиграла серебряную медаль, уступив лишь немке Хильдегард Фальк.
Двукратная чемпионка СССР в 1972 и 1973 годах.

## Образование
Окончила Вильнюсский педагогический университет.